# Traian (Brăila)
Pour les articles homonymes, voir Traian.
Traian est une commune du județ de Brăila en Roumanie.